# Simanica
Simanica là một chi bướm đêm thuộc phân họ Tortricinae của họ Tortricidae.

## Các loài
- Simanica stenoptera Razowski, 1997